# Дычко, Владимир Викторович
Влади́мир Ви́кторович Дычко́ (укр. Володимир Вікторович Дичко; род. 7 сентября 1972, Комсомольское, Донецкая область) — украинский футболист, выступавший на позициях полузащитника и защитника

## Биография
Начал карьеру в харьковском «Металлисте», в 1989 году проведя 1 матч за дублирующий состав команды, а в следующем сезоне отыграв 2 матча за основную команду в Кубке Федерации футбола СССР. В 1990 году перешёл в харьковский «Маяк», выступавший во второй низшей лиге чемпионата СССР. Защищал цвета «Маяка» (позже переименованного в «Олимпик») до 1992 года, в составе команды дебютировал в чемпионатах независимой Украины. В сезоне 1992/93 провёл 1 игру в Кубке Украины за чортковский «Кристалл», после чего выступал в чемпионате Украины среди КФК за «Зарю» из Хоросткова. Следующий сезон начал в составе сумского «СБТС», а позднее перешёл в команду высшей лиги — кременчугский «Кремень». В высшем дивизионе чемпионата Украины дебютировал 5 сентября 1993 года, выйдя в стартовом составе в выездном матче против луганской «Зари». Выступал за кременчужан на протяжении двух сезонов, после чего был приглашён в полтавскую «Ворсклу». В составе команды из областного центра, в дебютном сезоне стал победителем первого дивизиона, а в следующем — бронзовым призёром высшей лиги чемпионата Украины. Цвета «Ворсклы» защищал в течение четырёх сезонов, был одним из основных игроков
В 2000 году выступал за ахтырский «Нефтяник» и роменский «Электрон». На следующий год отправился в Белоруссию, где стал игроком «Гомеля», за который, однако, провёл всего 2 матча в чемпионате страны. По возвращении в Украину снова стал игроком клуба высшей лиги, на этот раз — мариупольского «Металлурга», но основных ролей там также не отыгрывал, преимущественно выступая за «Металлург-2» во второй лиге. В 2003 году снова отправился за границу, перейдя в казахстанский «Ордабасы», в котором провёл 2 сезона. После этого стал игроком другого казахского клуба — кзылординского «Кайсара». В следующем году подписал контракт с выступавшей во второй лиге Украины, кировоградской «Звездой», в которой доиграл до лета 2006 года. Затем вернулся в «Кремень», в составе которого выступал на протяжении последующих шести сезонов, после чего завершил карьеру. Последнюю игру на профессиональном уровне провёл в 2011 году. По окончании выступлений стал детским тренером в академии «Кремня». Также играл за любительские коллективы из Полтавской области

## Достижения
- Победитель первой лиги Украины: 1995/96
- Бронзовый призёр Чемпионата Украины: 1996/97
- Серебряный призёр второй лиги Украины: 2009/10 (группа «Б»)
- Бронзовый призёр второй лиги Украины: 2010/11 (группа «Б»)